# Balkan Journal of Dental Medicine
Balkan Journal of Dental Medicine je научни часопис који излази од 1997. године и у њему се објављују радови из области стоматологије и медицине.

## О часопису
Balkan Journal of Dental Medicine је званична публикација Балканског стоматолошког друштва (БаСС) чији је основни циљ повезивање доктора стоматологије различитих области специјалности широм Балкана, омогућавајући добру информисаност научне и стручне јавности. Уреднички одбор часописа састоји се од еминентних стручњака из стоматологије из целог света. Сваки рукопис који буде примљен на рецензију проверава се помоћу система CrossCheck (софтвер iThenticate) на присуство (ауто)плагијаризма. Издавач часописа је Balkan Stomatological Socity и Sciendo 

### Историјат
Balkan Journal of Dental Medicine је наследник часописа Balkan Journal of Stomatology.

### Периодичност излажења
The Balkan Journal of Dental Medicine је часопис са отвореним приступом који излази три пута годишње у марту, јулу и новембру.  

## Уредници
- Проф. Љубомир Тодоровић (1997-2015)
- Проф. Дејан Марковић(2016- )

## Аутори прилога
- Аутори овог чланка су научници из земље и иностранства, еминентни доктори стоматологије и стручњаци из различитих грана стоматологије и медицине.

## Теме
- Часопис објављује оригинале, прегледне чланке, приказе случајева, кратке комуникације стављајући нагласак на објављивање квалитетних научних радова. Обухвата теме из области оралне хирургије, пародонтологије, ендодонције, фиксне и мобилне протетике, денталних биоматеријала итд., поштујући принципе добре научне и клиничке праксе.

## Електронски облик часописа
Часопис се публикује у електронској форми од тренутка његовог оснивања.

## Индексирање у базама података
- Baidu Scholar,
- Case,
- Celdes,
- CNKI Scholar (China National Knowledge Infrastructure),
- CNPIEC,
- EBSCO Discovery Service,
- Google Scholar,
- J-Gate,
- JournalTOCs,
- KESLI-NDSL (Korean National Discovery for Science Leaders),
- Naviga (Softweco),
- Primo Central (ExLibris),
- ReadCube,
- Sherpa/RoMEO,
- Summon (Serials Solutions/ProQuest),
- TDOne (TDNet),
- WorldCat (OCLC)